# Scharfenberg (Klipphausen)

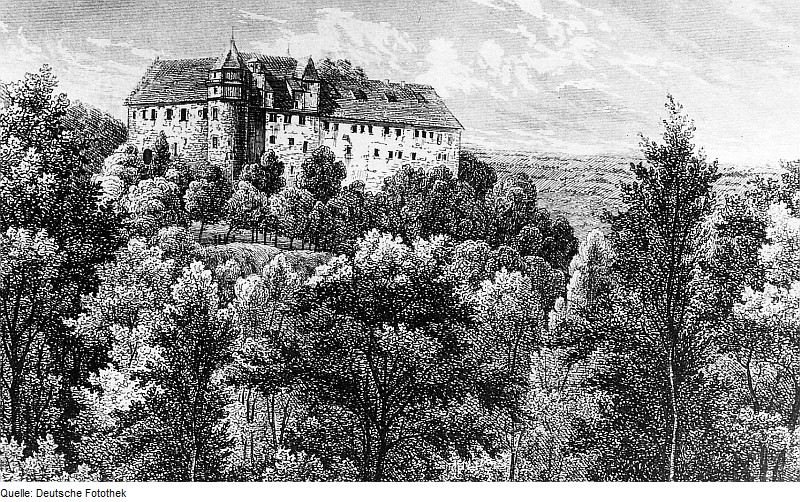
Schloss Scharfenberg, hier auf einer Ansicht aus dem 19. Jahrhundert, gab der ehemaligen Gemeinde und heutigen Ortschaft ihren Namen.

Scharfenberg ist eine Ortschaft in der Gemeinde Klipphausen im Landkreis Meißen, Sachsen.

## Geographie

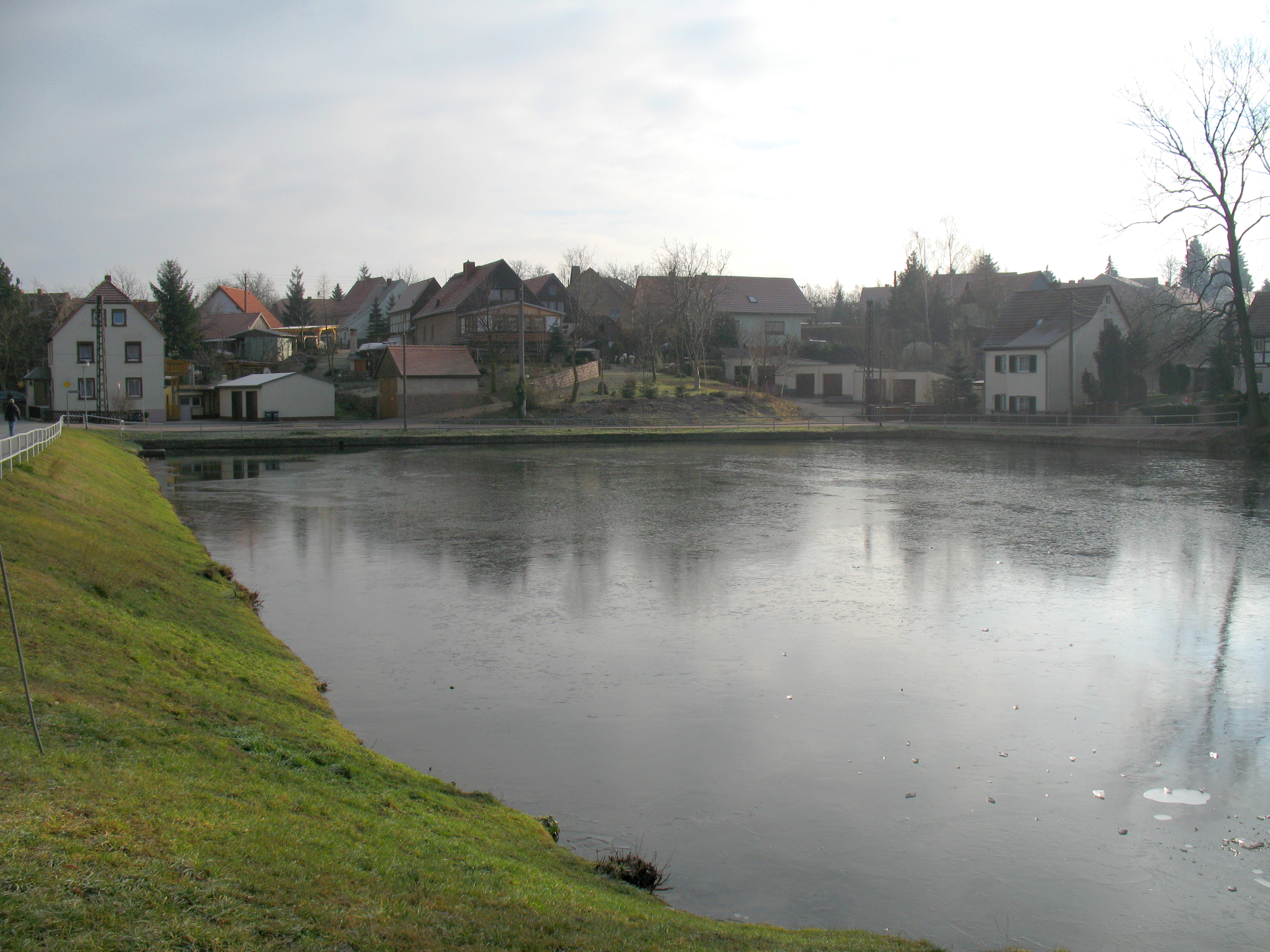
Blick über den Grubenteich auf Scharfenberg beziehungsweise das frühere Gruben

Die Ortschaft Scharfenberg besteht neben dem Ortsteil Scharfenberg selbst aus Batzdorf, Bergwerk, Bockwen, Gruben, Naustadt, Pegenau, Polenz, Reichenbach, Reppina, Riemsdorf und Spittewitz. Diese machen den nördlichen Teil der Gemeinde Klipphausen aus. Die Ortschaft grenzt an die Ortschaften Gauernitz im Osten und Klipphausen im Süden. Nördlich grenzen die Großen Kreisstädte Meißen und Coswig an.
Der Ortsteil Scharfenberg liegt zentral in der gleichnamigen Ortschaft. Er befindet sich in der Gemarkung Scharfenberg und umfasst die Dörfer Bergwerk, Pegenau und Reppina. Die Gemarkung Reppnitz umfasst neben dem Dorf Reppnitz selbst auch das Dorf Gruben. Mehrere Gebäude im Ort sind als Kulturdenkmal geschützt (siehe Liste der Kulturdenkmale in Scharfenberg).

## Geschichte

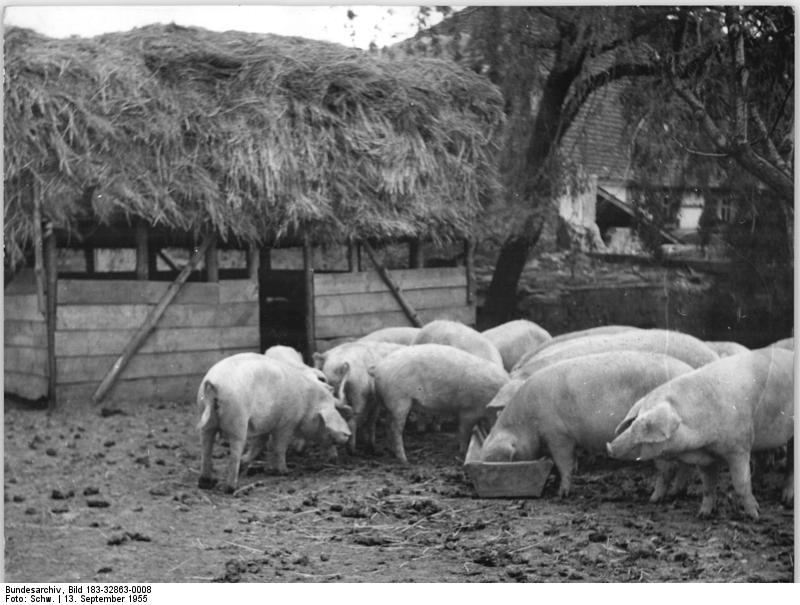
Schweinezucht in der LPG „Friedrich Engels“ in Scharfenberg (1955)

Im 19. Jahrhundert entstand eine Landgemeinde mit dem Namen Gruben, die neben Reppnitz auch Bergwerk, Pegenau und Reppina umfasste. Auf Pegenauer Flur, nur unweit vom heutigen Ortsteil Scharfenberg entfernt, befindet sich seit dem Mittelalter das Schloss Scharfenberg. Nach diesem benannte sich die Gemeinde Gruben im Jahr 1920 in Scharfenberg um.
Am 1. Juli 1950 erfolgte die Eingemeindung von Batzdorf, Naustadt, Reichenbach und Riemsdorf. Am 1. April 1993 kam es zum Zusammenschluss mit der Gemeinde Bockwen-Polenz, zu der auch Spittewitz gehörte. Seit einer erneuten Vereinigung am 1. Januar 1999 bildet Scharfenberg eine Ortschaft innerhalb der Gemeinde Klipphausen.

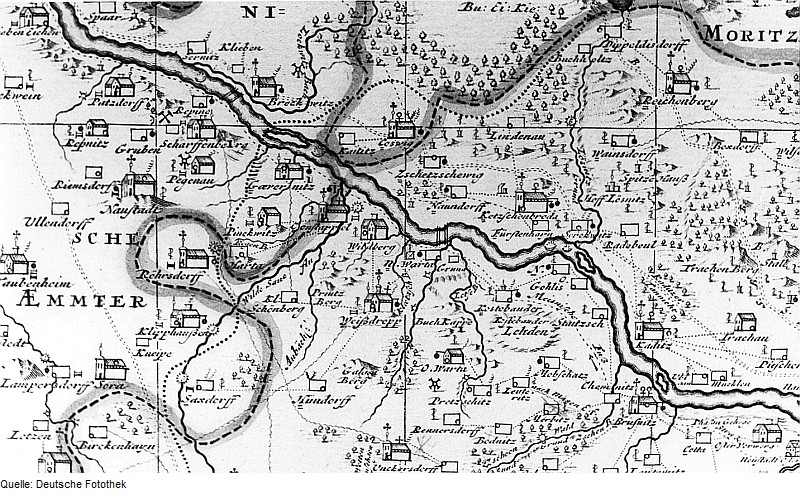
Gebiet um Scharfenberg um 1750
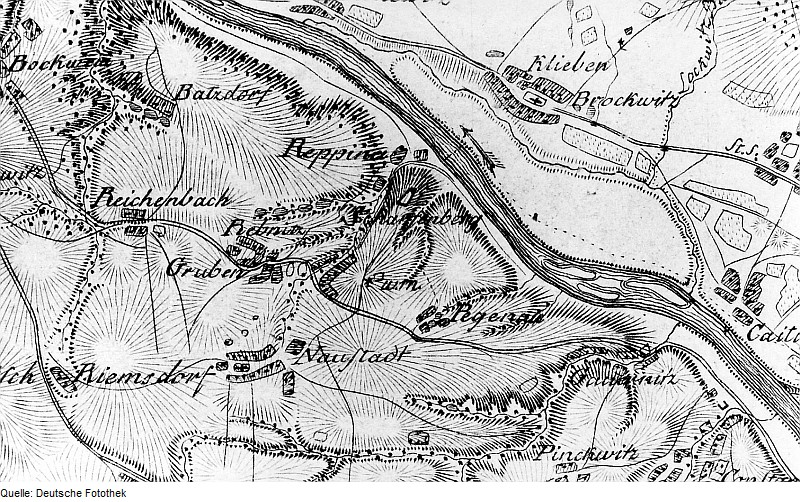
Scharfenberg zur Zeit des Siebenjährigen Krieges
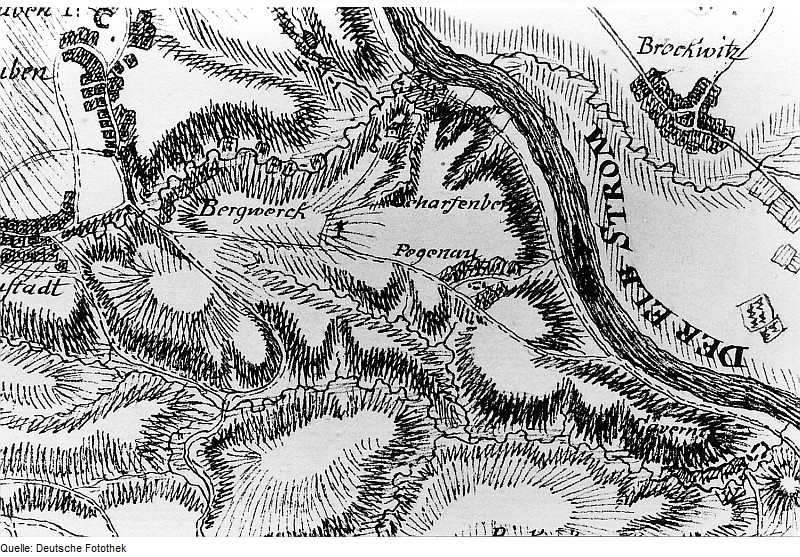
Scharfenberg in der zweiten Hälfte des 18. Jahrhunderts
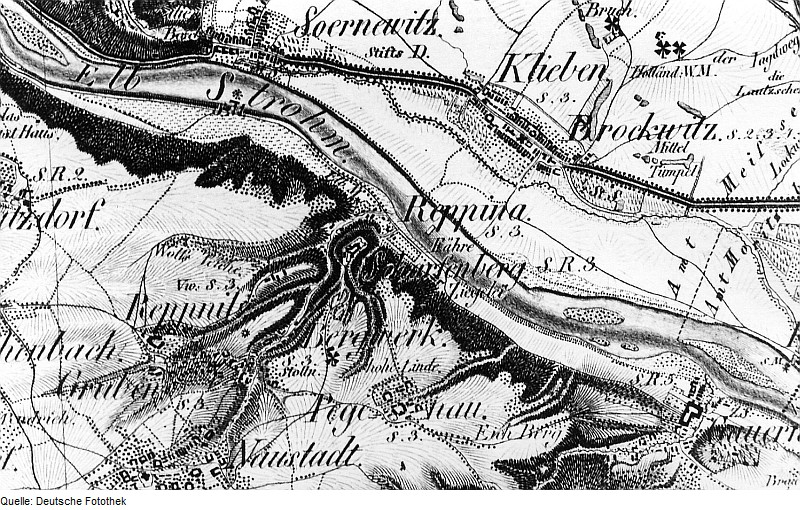
Scharfenberg auf einer Karte aus dem 19. Jahrhundert

## Einwohnerentwicklung
| Jahr | Einwohner                        |
| ---- | -------------------------------- |
| 1910 | noch als Gemeinde „Gruben“: 1227 |
| 1925 | 1326                             |
| 1939 | 1159                             |
| 1946 | 1206                             |
| 1950 | 2218                             |
| 1964 | 1909                             |
| 1990 | 1305                             |
| 2000 | siehe Klipphausen                |